# Quận Coweta, Georgia
Quận Coweta là một quận trong tiểu bang Georgia, Hoa Kỳ. Quận lỵ đóng ở thành phố Newnan 6. Theo điều tra dân số năm 2000 của Cục điều tra dân số Hoa Kỳ, quận có dân số 89.215 người 2. Năm 2009, ước tính dân số quận là 131.936người.